# Otiorhynchus scaber
Otiorhynchus scaber är en skalbaggsart som först beskrevs av Carl von Linné 1758.  Otiorhynchus scaber ingår i släktet Otiorhynchus, och familjen vivlar. Arten är reproducerande i Sverige.